# NO考ゲーム
NO考ゲーム（ノウコウゲーム）は、タイトーが提唱したアーケードゲームにおけるブランド。2009年発足。

## 概要
2008年9月18日に開催されたアミューズメントマシンショーにおいて、本シリーズの発表が行われた。「見りゃァ、ワカル。やりゃァ、オモロイ。」をキャッチフレーズとし、ライトユーザー向けのシリーズとして展開。シリーズ全タイトルの企画・プロデュースを手がける「チーム フロントライン」を結成するなど、タイトー肝いりのシリーズとして発足した。
「NO考」には、以下の4つの意味が含まれるとしている。
- NO考…マニュアルを見ずともすぐに遊べる
- NO巧…腕前によらず誰でも遊べる
- NO高…マシンを安価に供給する（オペレーター向け）
- 濃厚…濃い中身で飽きずに遊べる

翌2009年3月、第一弾タイトルとして『ホッピングロード』『セニョール ニッポン!』をリリース。
2011年、名称を「ノウコウゲーム」にリニューアル。
2013年以降は同シリーズが銘打たれたタイトルはリリースされていない。

## 作品一覧

### 2009年
- ホッピングロード
- セニョール ニッポン!
- エレベーターアクション デスパレード
- ホーンテッド ミュージアム
- ミュージックガンガン!

### 2010年
- ガイアアタックフォー
- 超・ちゃぶ台返し!
- 超・ちゃぶ台返し!その2
- ホッピングロード キッズ
- ミュージックガンガン! 曲がいっぱい☆超増加版!

### 2011年
- キックスルーレーサーズ
- ソニックブラストヒーローズ
- ホーンテッドミュージアムII ようこそ幻影遊園地へ
- ミュージックガンガン!2
- 超・ちゃぶ台返し! 巨人の星 ド根性編

### 2012年
- 激投伝説ブロックキング
- ソニックブラストヒーローズ ダッシュ